# Opuntia bonplandii
Opuntia bonplandii là một loài thực vật có hoa trong họ Cactaceae. Loài này được (Kunth) F.A.C. Weber mô tả khoa học đầu tiên.